# Lawrenceburg (Indiana)
Lawrenceburg is een plaats (city) in de Amerikaanse staat Indiana, en valt bestuurlijk gezien onder Dearborn County.

## Demografie
Bij de volkstelling in 2000 werd het aantal inwoners vastgesteld op 4685.
In 2006 is het aantal inwoners door het United States Census Bureau geschat op 4772, een stijging van 87 (1.9%).

## Geografie
Volgens het United States Census Bureau beslaat de plaats een oppervlakte van
13,1 km², waarvan 12,7 km² land en 0,4 km² water. Lawrenceburg ligt op ongeveer 148 m boven zeeniveau.

## Plaatsen in de nabije omgeving
De onderstaande figuur toont nabijgelegen plaatsen in een straal van 12 km rond Lawrenceburg.

## Geboren
- James B. Eads (23 mei 1820), ingenieur en uitvinder
- Justin Schoenefeld (13 augustus 1998), freestyleskiër